# Tsukuba
Tsukuba è una città giapponese della prefettura di Ibaraki, a circa 70 km da Tokyo.
Ospita una delle più grandi tecnopoli del mondo, Tsukuba Science City. Nata e cresciuta negli anni settanta del XX secolo, grazie agli investimenti di duecento industrie che vi hanno impiantato i loro laboratori e a massicce sovvenzioni statali, questa città della scienza beneficia attualmente della metà dei finanziamenti pubblici giapponesi destinati alle ricerche strategiche. I settori di cui si occupa sono la robotica, l'elettronica, la fisica e le biotecnologie.
Nella vicina città di Shimotsuma si trova il circuito di Tsukuba, sede di diverse competizioni automobilistiche e motociclistiche.

## Amministrazione

### Gemellaggi
- Shenzhen, Cina